# 'Amran
ʿAmrān (in arabo عمران‎?) è una città dello Yemen centro-occidentale, capoluogo del governatorato di 'Amran. Al censimento del 2004, vennero contati 76.863 abitanti.